# 比吉
比吉（西班牙語：Viguí），是巴拿馬的城鎮，位於該國中西部，由貝拉瓜斯省的拉斯帕爾馬斯區負責管轄，面積59.6平方公里，海拔高度130米，2010年人口964，人口密度每平方公里16.2人。